# Cazuela (recipiente)
Una cazuela o cacerola es un recipiente usado en cocina, poco profundo y, por lo general, con dos asas, a diferencia del cazo que tiene un mango en lugar de asas. La diferencia entre una cazuela y el puchero, el pote, la marmita o la olla, estriba en que estas tienen mayor profundidad. Como todos estos objetos, la cazuela tiene su origen en los recipientes de cerámica.

## Cazuela de barro
La cazuela de barro es un recipiente elaborado con un barro arcilloso muy utilizado en cocina tradicional por tener la propiedad de conducir el calor más rápido y conservar la temperatura más tiempo que otros tipos de cazuelas, ollas, etc. Por su presencia en los fondos y hallazgos de la arqueología universal, puede considerarse como uno de los recipientes más antiguos de la vajilla y probable precursor del plato y el cuenco en el ajuar alfarero. Como recipiente que preserva el calor cumple un doble servicio de cocinado y vajilla de mesa. También da nombre en la cocina tradicional de España, Portugal, Francia, Italia y la mayoría de los países iberoamericanos a numerosos platos típicos de estos países.

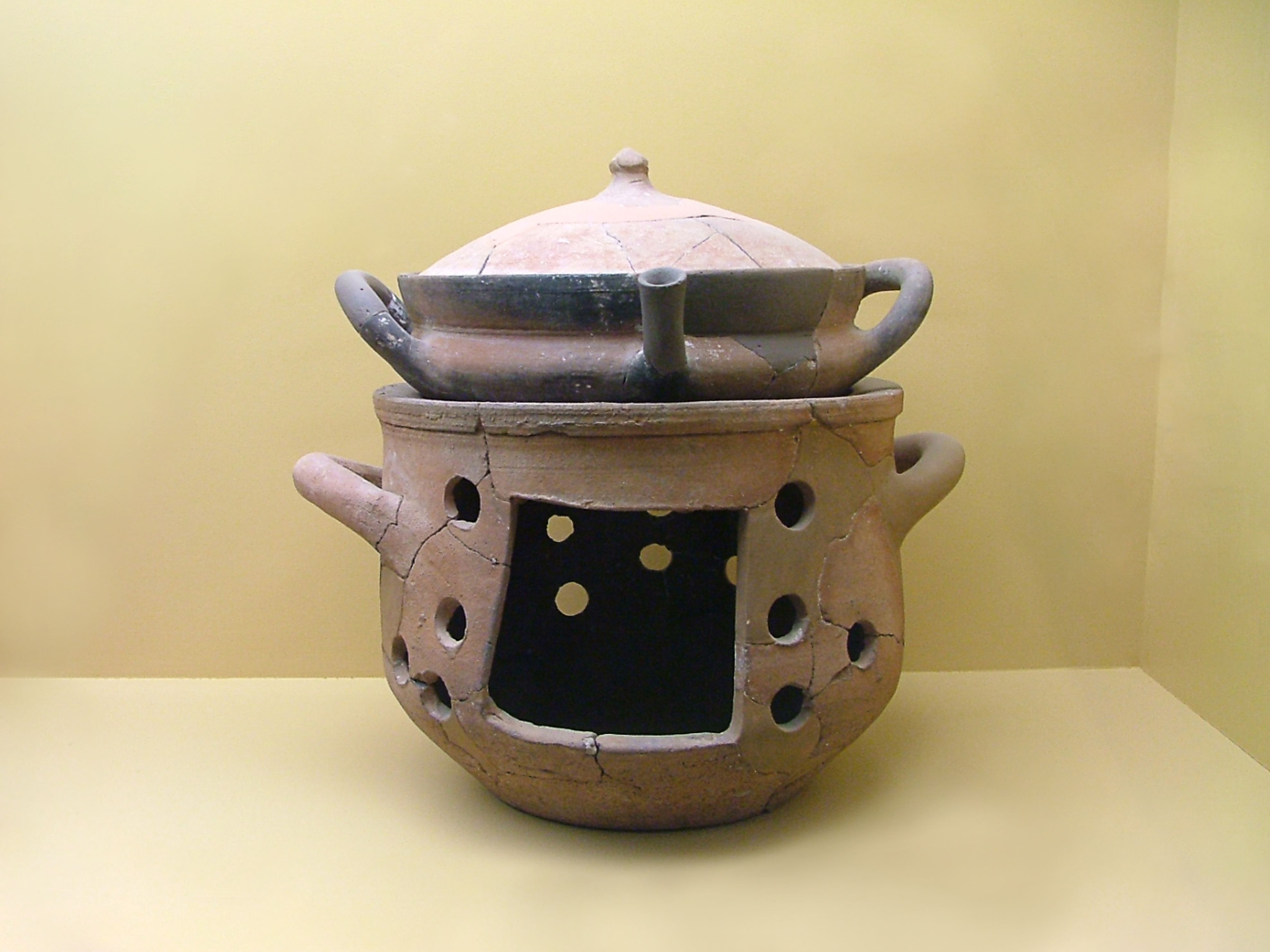
Cazuela sobre un anafre (siglos VI/IV a. C.) expuestos en el Museo del Ágora de Atenas.
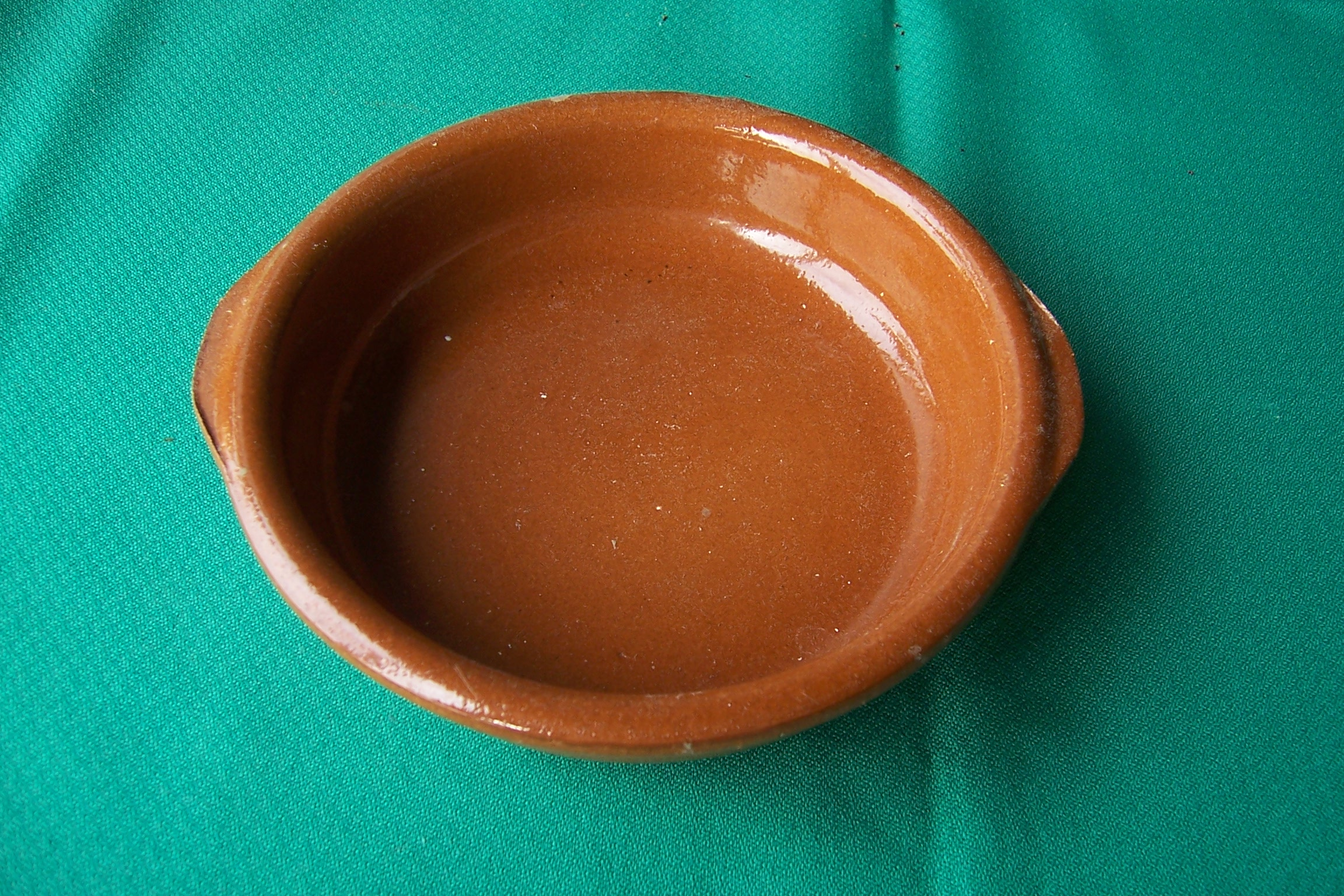
Cazuelilla de barro de la alfarería tradicional de Portillo (Valladolid), en España.

## Cazuelas-ollas especiales
Algunas cazuelas del tipo olla diseñadas para alimentos específicos son:
- Olla para mejillones. Con forma semejante al mejillón, incorpora un filtro separador de acero en donde se puede acumular el aceite para untar el pan o el mejillón.
- Olla para «fondue» o «caquelone». Pote para hacer fondue; cuenta con accesorios para apoyar los tenedores y evitar derramamientos.
- Olla express (olla a presión).

## Otros usos de la cacerola

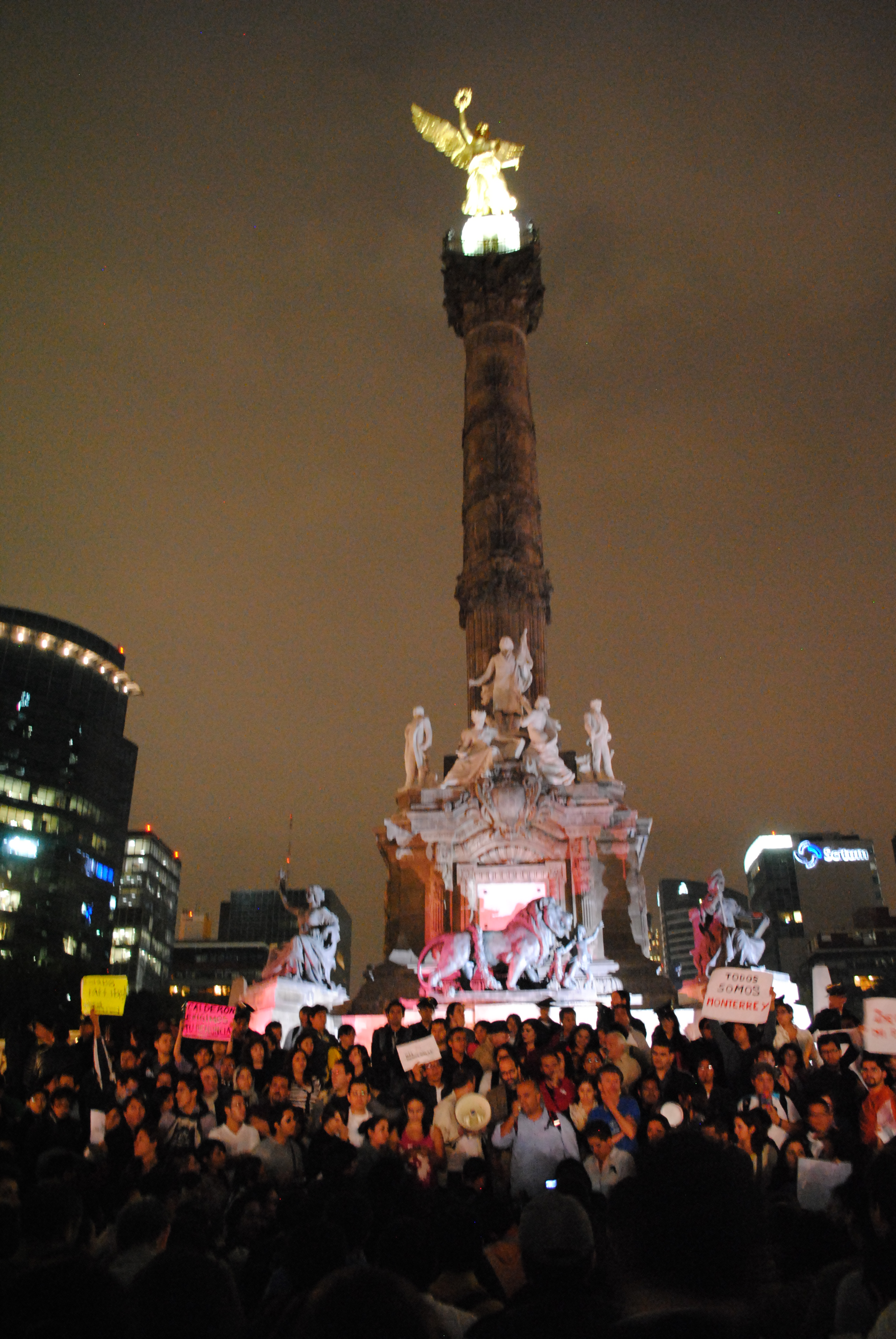
Cacerolazo contra la violencia en Ciudad de México (2011).

La cacerola ha desempeñado en ocasiones un papel reivindicador entre diversos colectivos que la han utilizado en manifestaciones golpeándola con cucharas o cazos. Las caceroladas o cacerolazos son una forma habitual de protesta en determinados países latinoamericanos y en algunos europeos.